# Pauline et l'Ordinateur
Pour plus de détails, voir Fiche technique et Distribution.
Pauline et l'Ordinateur est un film français réalisé par Francis Fehr et sorti en 1978.

## Synopsis
Lassée de son compagnon, Martin, la jeune Pauline s'en débarrasse. Elle écarte également le dénommé Max-le-Tenace puis décide de maigrir de quelques kilos en suivant, sans enthousiasme, un régime. Deux danseuses lui donnent alors l'adresse d'un « bon médecin », qui se révèle être un faux médecin mais vrai dragueur impénitent. Mal lui en prend, car Pauline le gifle et s'en va.
Elle trouve alors un vrai médecin, qui utilise un ordinateur pour la consultation. En fait, Pauline s'apercevra par la suite de l'omniprésence de l'ordinateur dans sa vie : à l'usine, où il comptabilise ses retards et la met à la porte, pour ses contraventions, chez ses parents à la ferme, pour le chômage...
Finalement, elle décide de trouver un nouveau compagnon et se rend dans une agence matrimoniale pour y rencontrer, grâce à l'ordinateur, Max-le-Tenace.

## Fiche technique
- Titre : Pauline et l'Ordinateur
- Réalisation : Francis Fehr, assisté de Christian Bricout
- Scénario : Francis Fehr
- Musique : Éric Demarsan
- Photographie : Philippe Rousselot
- Son : Claude Bertrand
- Montage : Monique Prim et Sophie Tatischeff
- Production : Jean-Serge Breton
- Sociétés de production : Z Productions, Antégor
- Sociétés de distribution : Les Films Armorial
- Pays de production :  France
- Langue originale : français
- Format : couleur - 16 mm - 1,37:1 - son mono
- Genre : comédie
- Durée : 69 minutes
- Dates de sortie :
  - Canada : 22 août 1977 (Festival des films du monde de Montréal)
  - France : 25 janvier 1978

## Distribution
- Josiane Balasko : Pauline
- Martin Lamotte : Martin
- Jean-Louis Lapasset : Jean-Louis dit Max-le-Tenace
- Gérard Jugnot : le faux médecin
- Eva Darlan et Chantal Pelletier : les hôtesses-robots
- Éliane Boeri et Martine Boeri : les femmes de ménage du musée
- Guy Mairesse : l'inspecteur de police
- Marie-Anne Chazel : Solange, l'employée de l'ANPE
- Corinne Delahaye et Florence Delahaye : les danseuses
- Maya Wodecka : l'employée de l'agence matrimoniale
- Bruno Moynot : le serveur
- Raymond Forni : lui-même
- Jacques Attali : lui-même
- Louis Leprince-Ringuet : lui-même
- René Moreau : lui-même
- Yves Nadjari : lui-même
- Bernard Tricot : lui-même
- Jean-François Dreyfus : lui-même

## Autour du film
- Présenté dans la sélection « Perspectives du Cinéma français » au Festival de Cannes 1977 ainsi qu'au premier Festival des films du monde de Montréal en 1977 et au Festival de Trouville-sur-Mer 1977, il est considéré comme un film d'auteur par de nombreux cinéphiles et souvent répertorié comme tel dans les ouvrages spécialisés.
- Certains thèmes musicaux du groupe Tangerine Dream, enregistrés lors d'une répétition pour un concert donné par le groupe en 1976, ont également servi à illustrer le film.
- Eva Darlan, Chantal Pelletier, Éliane Boeri et Martine Boeri constituaient à la fin des années 1970 la troupe de café-théâtre Les 3 Jeanne.